# Glicerol-3-fosfato
O glicerol-3-fosfato é um intermediário químico da via metabólica da glicólise. É um componente de fosfolipídeos.

## Função
A desidrogenação do L-glicerol 3-fosfato produz DHAP, que é parte da entrada do glicerol (originado de triglicerídeos) na via glicolítica.DHAP pode ser convertido em gliceraldeído 3-fosfato.
A lançadeira glicerol fosfato é usada para regenerar de forma rápida o NAD+ no cérebro e na musculatura esquelética dos mamíferos.